# Quitridiomicots
Els quitridiomicots (Chytridiomycota) són una fílum o divisió del regne del fongs (Fungi), coneguts informalment com a quitridis. El nom deriva del grec antic "chytridios", que significa "petita olla", i que descriu l'estructura que conté zoòspores.
Els quitridis són un dels primers llinatges de fongs que van divergir, i la seva pertinença al regne dels fongs queda demostra per la presència de quitina a la paret cel·lular, un flagel opistocont (flagel posterior que "empeny" la cèl·lula), nutrició osmòtrofa, ús de glicogen com a compost d'emmagatzematge d'energia i síntesi de lisina per la via del α-amino àcid adípic (AAA).
Els quitridiomicots són saprobis, i son capaços de degradar materials difícils de digerir com la quitina i la queratina. Diverses espècies són paràsites, i hi ha hagut un augment significatiu en la investigació dels quitridis des del descobriment de Batrachochytrium dendrobatidis, l'agent causal de la quitridiomicosi, una malaltia que devasta les poblacions d'amfibis de tot el món.

## Taxonomia
La classificació dels quitridiomicots ha patit nombrosos canvis en el transcurs dels anys. L'actualització del 2024 reconeix les classes següents:
- Classe Caulochytriomycetes
- Classe Chytridiomycetes
- Classe Cladochytriomycetes
- Classe Lobulomycetes
- Classe Mesochytriomycetes
- Classe Polychytriomycetes
- Classe Rhizophydiomycetes
- Classe Rhizophlyctidomycetes
- Classe Spizellomycetes
- Classe Synchytriomycetes